# Schöner von Herrnhut
Als Schöner von Herrnhut, auch Herrnhut, wird eine Sorte des Kulturapfels bezeichnet. Der aus dem sächsischen Ort Herrnhut stammende Apfel wurde um 1880 von A. Heintze gefunden und war ab 1900 im Handel erhältlich. Er ist ein saftiger, süßsäuerlicher Tafelapfel.
Der Apfel ist mäßig anfällig auf Schorf und Mehltau. Das Holz des Baumes ist sehr frosthart, weist jedoch Spitzendürre auf. Gut als Versaftungsfrucht nutzbar, wechseln sich gute Ertragsjahre und geringere Ernten ab. Die kaum auf Stippe anfällige Frucht, auf Druck mäßig empfindlich, ist für Frischverzehr und Saft geeignet, Musverarbeitung ist nicht sinnvoll.

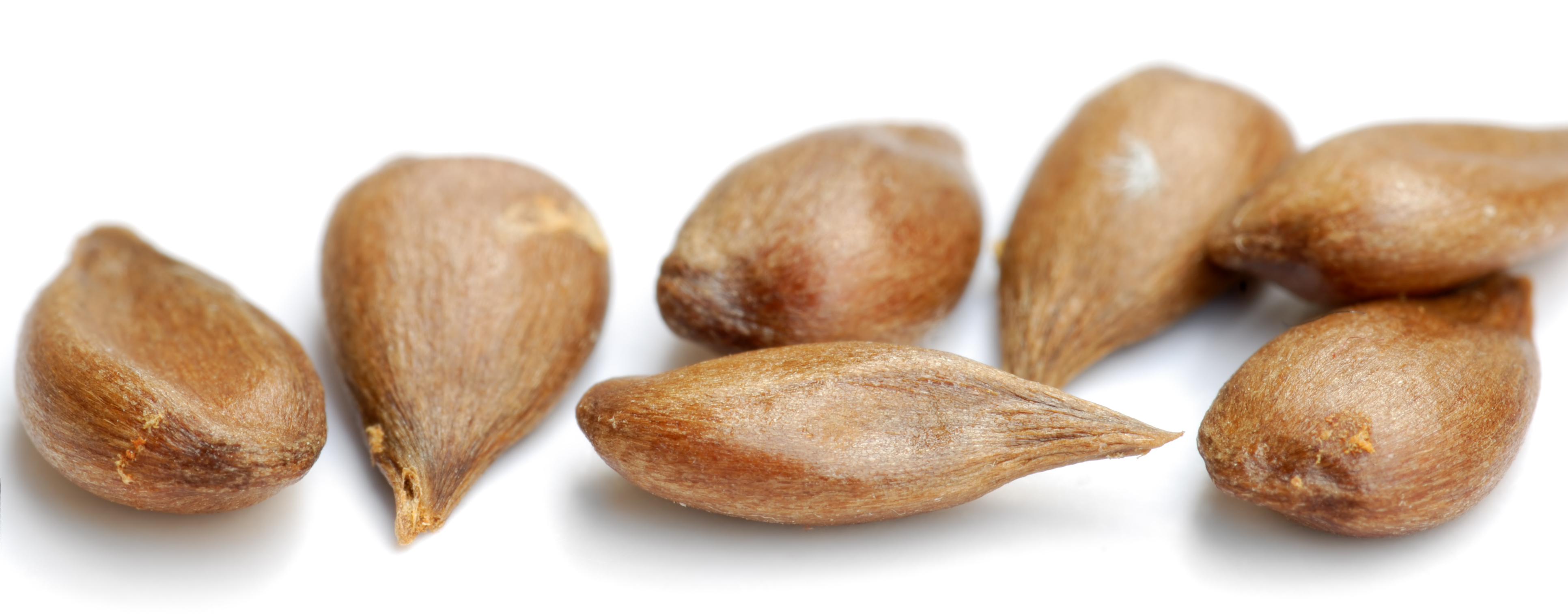
Kerndetail
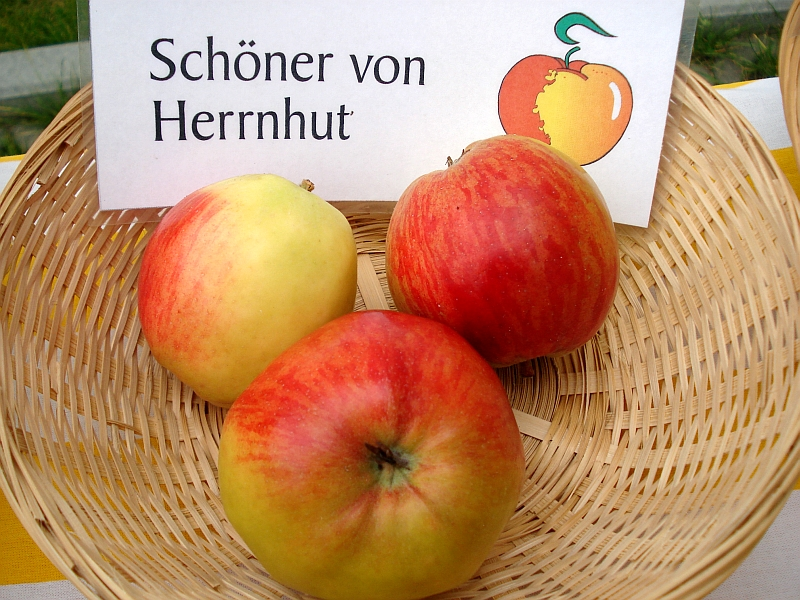
Sortenkorb mit Herrnhuter Äpfeln

## Einzelbelege
1. ↑  Landeshauptstadt Potsdam (Hg.): Obstatlas der Russischen Kolonie Alexandrowka in Potsdam : Ein pomologischer Führer. Potsdam 2012, S. 175.